# Армия освобождения Палестины
Армия освобождения Палестины (араб. جيش التحرير الفلسطيني‎, сокращённо АОП) — палестинская военизированная организация, созданная в 1964 году как официальное боевое крыло Организации освобождения Палестины (ООП).
Принимала участие в нескольких вооружённых конфликтах с Израилем. Несмотря на то, что группировка формально являлась составной частью ООП, фактически действовала как самостоятельная организация.
В израильских, западных и некоторых современных российских источниках характеризуется как террористическая группировка.

## История
С 5 по 11 сентября 1964 года в Александрии проходил второй саммит Лиги арабских государств, который официально признал и утвердил создание Организации освобождения Палестины. На этой же конференции представители ООП заявили о желании создать «Армию освобождения Палестины». Палестинская инициатива встретила серьёзную поддержку среди участников конференции, в конце которой представители арабских стран приняли документ, в котором все участники конференции обязывались оказывать широкую материальную и военно-политическую поддержку новому палестинскому проекту по созданию собственных вооружённых сил.
Одной из главных целей создания АОП состояла в желании Председателя ООП Ахмеда Шукейри создать альтернативную организацию более радикальному, и вследствие более популярному движению «ФАТХ». Шукейри, стремясь к укреплению своих позиций в ООП, чьё реальное влияние на ближневосточной арене начало падать, стремился к установлению полного контроля над АОП. Однако АОП довольно быстро превратилась в фактически самостоятельную организацию с автономным финансированием, тренировочными лагерями, кадрами и т. п. Примером этого может служить Гражданская война в Ливане, во время которой бригада АОП «Хитин» участвовала в боевых действиях против ООП на стороне Сирии.
Среди арабских стран поддержку в организации и мобилизации палестинцев в ряды АОП оказали Ирак и Египет. Одним из условий помощи в организации было создание общего арабского руководства, которое должно было контролировать деятельность формирования. Ливан дал резкий отказ на размещение АОП на своей территории; палестинцам, живущим в Ливане, запрещалось вступать в ряды данной организации, нарушившие запрет лишались всех прав и депортировались из страны. Король Иордании Хусейн также запретил АОП размещаться на своей территории, а также проводить агитацию и мобилизацию в её ряды. В Иордании было открыто несколько представительств АОП, но их роль была чисто символической.
В сентябре 1964 года в Египте, Сирии и Ираке одновременно началось формирование подразделений Армии освобождения Палестины в качестве армейских частей Организации освобождения Палестины.

## Структура и численность
Главное командование и генеральный штаб АОП находились в Сирии. Личный состав комплектовался из палестинцев на добровольной основе. Первоначально, ряд командных должностей и должностей технических специалистов занимали военнослужащие арабских стран, по мере подготовки военных кадров и технических специалистов эти должности замещали палестинцы.
Личный состав АОП был обмундирован в военную форму, проходил общевойсковую подготовку, на рубеже 1960-х — 1970-х годов на вооружении армейских частей АОП, помимо легкого стрелкового оружия, состояли танки Т-34, бронетранспортёры БТР-40 и БТР-152, несколько орудий полевой и противотанковой артиллерии, миномёты, малокалиберные зенитные орудия и противотанковые средства. Вооружена АОП была в основном советским оружием китайского производства, так как СССР отказывался напрямую поставлять вооружение палестинским формированиям.
В середине февраля 1967 года командующий АОП был включён в состав Исполнительного комитета ООП.
В 1968 году в составе АОП были созданы подразделения специального назначения («коммандос»).
Армия освобождения Палестины включала три (по другим данным — четыре) армейские бригады и несколько меньших по численности подразделений:
- «Айн Джаллут» (Ayn Jalut) — первоначально находилась в секторе Газа, впоследствии — на территории Египта;
- «Хитин» (Hattin) — сформирована на территории Сирии.
- «Кадисия» (Qadisiyyah) — формирование проходило в Ираке, однако в 1967 году бригада была переброшена на территорию Иордании.
- Отряды «Бадр»
- Подразделения «коммандос» (Kuwat al-Tahrir Al-Sha’biya)
- Партизанские формирования.

Особенностью данных военизированных формирований было то, что они входили в состав регулярных вооружённых сил того государства, на чьей территории были сформированы.
К моменту начала Шестидневной войны численность АОП составляла около 14 000 человек.
К моменту заключения Каирского соглашения — 4000, подразделения базировались в Египте, Иордании, Сирии, Ираке, Ливии, Судане и Алжире.

## Участие в боевых действиях
Армия освобождения Палестины принимала участие в нескольких войнах и вооружённых конфликтах:
- в боевых действиях против израильской армии в Шестидневной войне;
- в боевых действиях против иорданской армии в ходе событий «Чёрного сентября»[16], где 16 сентября 1970 года «главнокомандующим АОП» становится Ясир Арафат[17][18];
- в ходе Войны Судного дня бригада «Айн Джаллут» сражалась на синайском фронте, а «Хитин» и «Кадисия» — на сирийском;
- в гражданской войне в Ливане 1975—1976 годов — против христианских вооружённых формирований;
- в Ливанской войне 1982 года[9] — против израильской армии, христианских военизированных формирований и Армии Южного Ливана.

## Современное состояние
После подписания в 1993 году соглашений в Осло, часть личного состава вернулась на территорию созданной в их результате Палестинской национальной администрации (ПНА), ими были частично укомплектованы подразделения сил безопасности ПНА.
Подразделения АОП на территории Сирии сохраняют лояльность сирийскому правительству. 28 апреля 2011 года начальник генерального штаба АОП, генерал Тарик Аль-Хадраа выступил в поддержку правительства Сирии, осудив информационную войну и подрывную деятельность в отношении Сирии со стороны западных стран.